# Liam Garrigan
Liam Garrigan est un acteur anglais né le 17 octobre 1981 à Kingston upon Hull, Angleterre.

## Biographie
Liam Garrigan est né le 17 octobre 1981 à Kingston upon Hull, Angleterre.

### Vie privée
Il est en couple avec Beth Rowley depuis 2017.

## Filmographie

### Cinéma

#### Longs métrages
- 2014 : La Légende d'Hercule (The Legend of Hercules) de Renny Harlin : Iphiclès
- 2017 : Transformers : The Last Knight de Michael Bay : Arthur

#### Court métrage
- 2010 : New Blood de Tim Limon : Steve

### Télévision

#### Séries télévisées
- 2003 : Holby City : Nic Yorke
- 2004 : The Afternoon Play : Ben Rose
- 2004 : Doctors : Scott Renshaw
- 2005 : Ultimate Force : Ed Dwyer
- 2005 : Totally Frank : DJ Dan
- 2005 / 2014 : Affaires non classées (Silent Witness) : Nathan Archer / Dr Christy Nash
- 2006 - 2007 : The Chase : Matt Lowe
- 2008 - 2011 : Raw : Bobby Breen
- 2009 : Miss Marple (Agatha Christie's Marple) : Stephen Restarick
- 2009 : Blue Murder : Billy Radfield
- 2010 : Inn Mates : Pete
- 2010 : Les Piliers de la terre (The Pillars of the Earth) : Alfred
- 2011 : Land Girls : Révérend Henry Jameson
- 2012 - 2013 : Strike Back : Sergent Liam Baxter
- 2014 : Les Enquêtes de Morse (Endeavour) : Tony Frisco
- 2014 : 24 heures chrono (24) : Ian Al-Harazi
- 2015 : Spotless : Victor Clay
- 2015 - 2016 : Once Upon a Time : Roi Arthur
- 2018 : The Terror : Thomas Jopson
- 2020 : Alex Rider : Martin Wilby
- 2020 : Small Axe : Greg Huggan
- 2021 : Domina : Marcus Antonius
- 2021 : Cobra : Tommy
- 2021 : The Outlaws : Frank jeune
- 2022 : La Guerre des mondes (War of the Worlds) : Gideon
- 2023 : Bienvenue à Sanditon : Samuel Colbourne

#### Téléfilms
- 2008 : He Kills Coppers d'Adrian Shergold : Jonathan Young
- 2011 : Ronde de nuit (The Night Watch) de Richard Laxton : Reggie Nigri

### Jeux vidéos
- 2018 : Thronebreaker : The Witcher Tales : Gascon (voix)
- 2019 : GreedFall : Kurt (voix)